# Michael P. Murphy
Pour les articles homonymes, voir Murphy.
Michael Patrick Murphy (7 mai 1976 à Smithtown, New York - 28 juin 2005 dans la province de Kunar, en Afghanistan) était un Navy Seal américain décoré à titre posthume de la plus haute distinction militaire des États-Unis, la Médaille d'Honneur (Medal of Honor), pour ses actes héroïques durant la seconde guerre d'Afghanistan. Il est le premier à recevoir la Médaille d'Honneur pour son action courageuse en Afghanistan.

## Biographie

### Jeunesse
Murphy est né le 7 mai 1976 à Smithtown, il a grandi à Long Island, New York. Murphy a été élève à la "Saxton Middle School", Patchogue. Il jouait au football ainsi qu'au football américain. Chaque année, en été, il travaillait en tant que sauveteur sur les plages de Brookhaven du lac de Ronkonkoma. Après avoir été diplômé du secondaire, il quitta sa maison pour suivre des cours à l'université de Pennsylvanie et reçoit son master en sciences politiques ainsi qu'en psychologie.

## Carrière militaire
Continuant ses études, Murphy est accepté dans plusieurs facultés de droit mais décide de suivre des sessions de cours sur les SEALS à l'Académie de la marine marchande des États-Unis. En septembre 2000, il accepte un rendez-vous à l'US Navy Officer Candidate School, à Pensacola, en Floride. Le 13 décembre de cette année, il commence sa formation dite "Basic Underwater Demolition/SEAL (BUD/S)" et est finalement promu avec la promotion 236.
Après avoir obtenu son diplôme BUD/S, il suit une formation à l'école de parachutisme des États-Unis. En juin 2002, Murphy reçoit son trident de SEAL et est placé dans l'unité SEAL Team SDV 1 à Pearl Harbor, Hawaii. En octobre 2002, il est déployé avec le peloton Foxtrot en Jordanie en tant qu'officier de liaison durant l'exercice "Early Victor". Continuant son travail avec la Team 1, il est assigné au centre de commandement des opérations spéciales en Floride puis est envoyé au Qatar dans le cadre de l'opération Liberté irakienne. À son retour du Qatar, il est déployé à Djibouti pour aider à la préparation de missions futures.

### Combat en Afghanistan

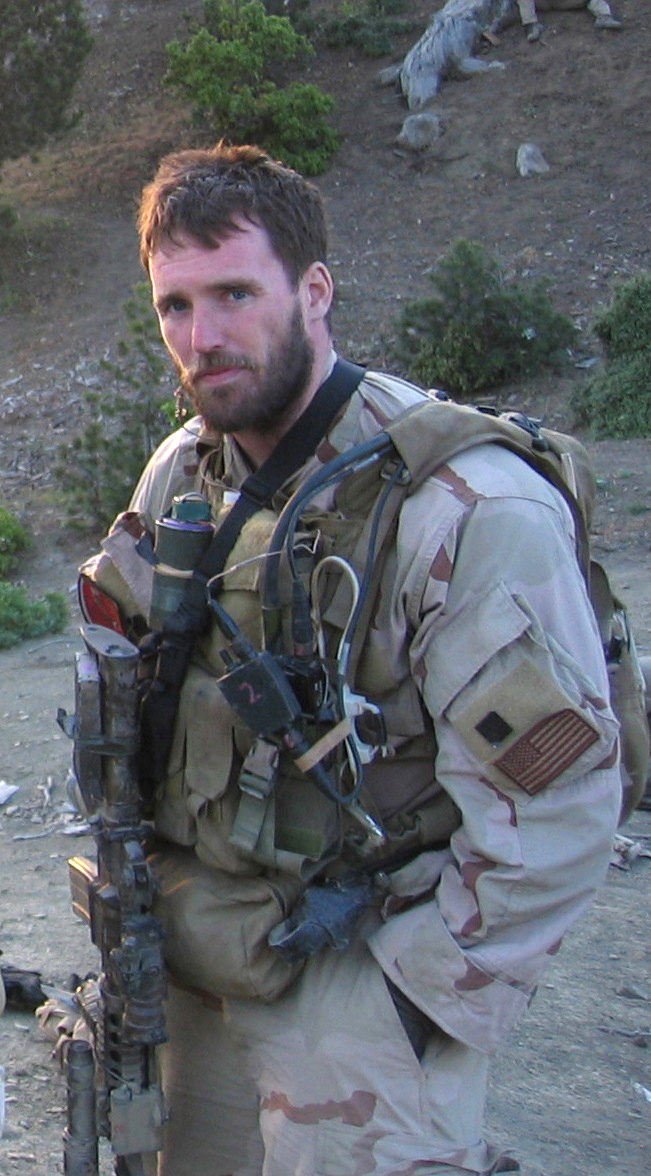
M. Murphy (photo Navy).

Début 2005, il est envoyé en Afghanistan pour prêter main-forte à l'unité SEAL Team 10 en tant qu'agent adjoint chargé du peloton ALFA, dans le cadre de l'opération Enduring Freedom. Le 28 juin 2005, durant l'opération Red Wings, Murphy commande une équipe de quatre hommes avec pour mission de localiser un haut dirigeant taliban, Ahmad Shah. Le groupe est déposé par hélicoptère dans une région éloignée et montagneuse de l'est d'Asadabad, dans la province de Kunar, près de la frontière pakistanaise. Leur présence est découverte par des habitants locaux hostiles qui alertent 80 à 200 insurgés. Ceux-ci se mirent alors à encercler et attaquer le petit groupe.

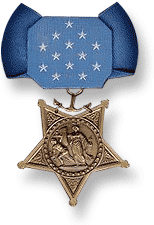
Medal of Honor.

Au cours du combat qui durera tout un après-midi, Murphy dirigea ses hommes en dépit d'une blessure reçue au ventre dès le début de l'engagement. Un de ses hommes, Danny Dietz, tombe au combat après avoir été touché à cinq reprises. En désespoir de cause, Murphy s'expose aux tirs ennemis dans le but d'appeler des renforts à l'aide d'un téléphone satellite pour sauver le reste de son équipe. Il sera à nouveau touché à ce moment-là mais retournera se battre jusqu'à être débordé par l'ennemi et tombera à son tour. Une équipe de sauvetage est envoyée par hélicoptère mais celui-ci est abattu, causant la mort des seize personnes se trouvant à bord. Outre Murphy et Dietz, Matthew Axelson mourra également durant l'accrochage. Le seul survivant, le maître Marcus Luttrell sera finalement secouru cinq jours plus tard.
Murphy reçoit la Medal of Honor à titre posthume tandis que les trois autres membres du groupe sont récompensés par la seconde plus haute distinction de la Navy, la Navy Cross, pour leur courage durant la bataille.

## Voir aussi

Pictures
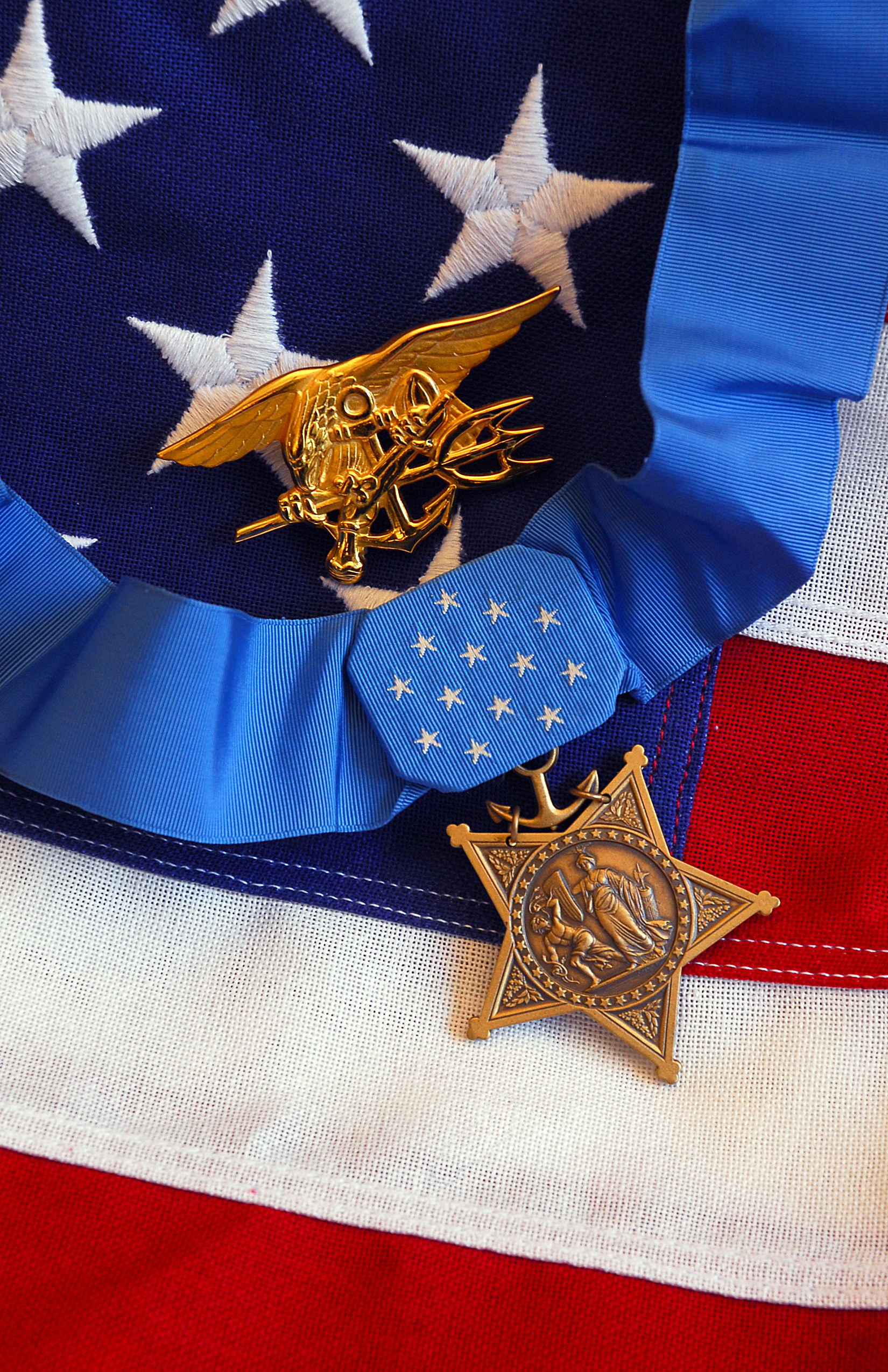
Médaille d'honneur du Lt. Murphy et le trident des Seals.
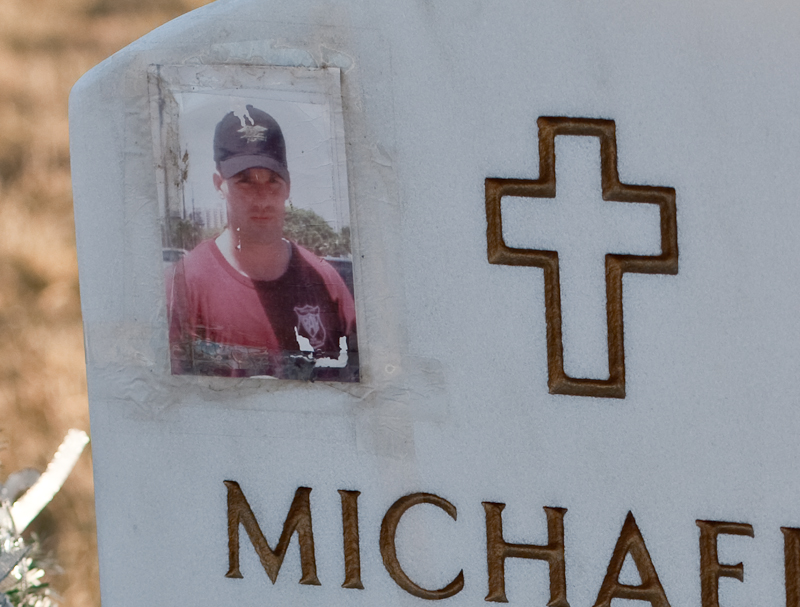
Tombe de Murphy à Calverton, Long Island
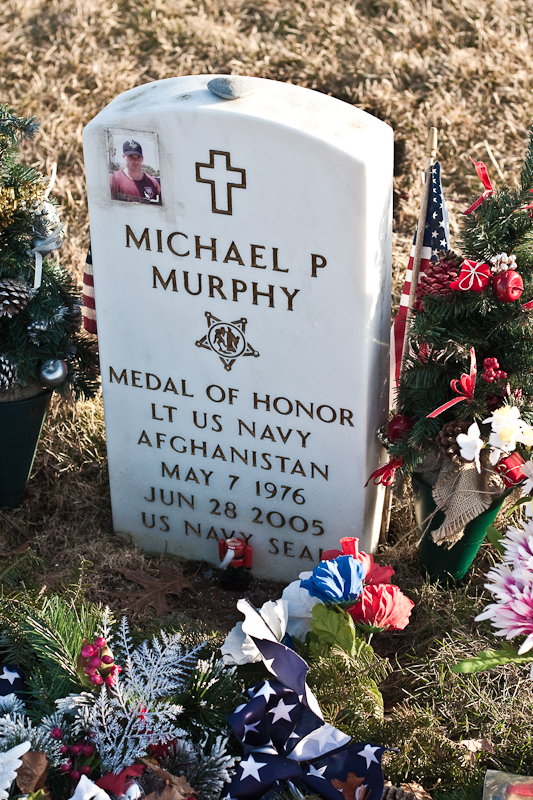
Tombe de Murphy à Calverton, Long Island
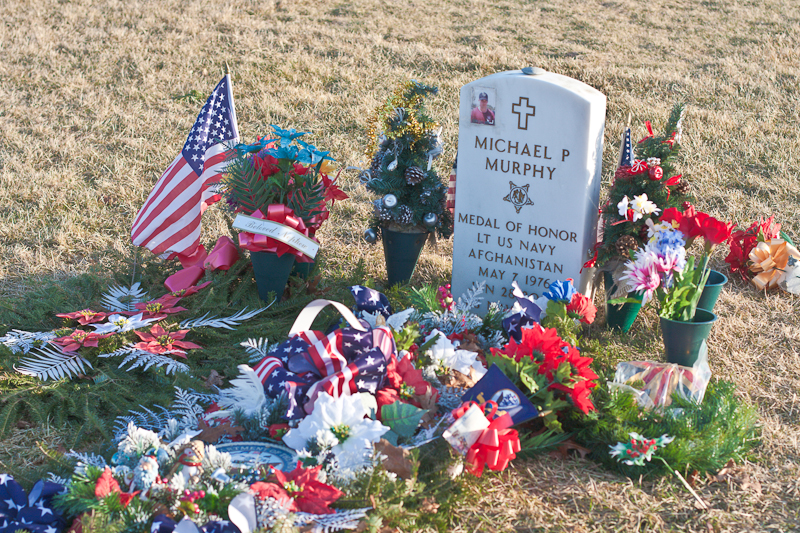
Tombe de Murphy à Calverton, Long Island
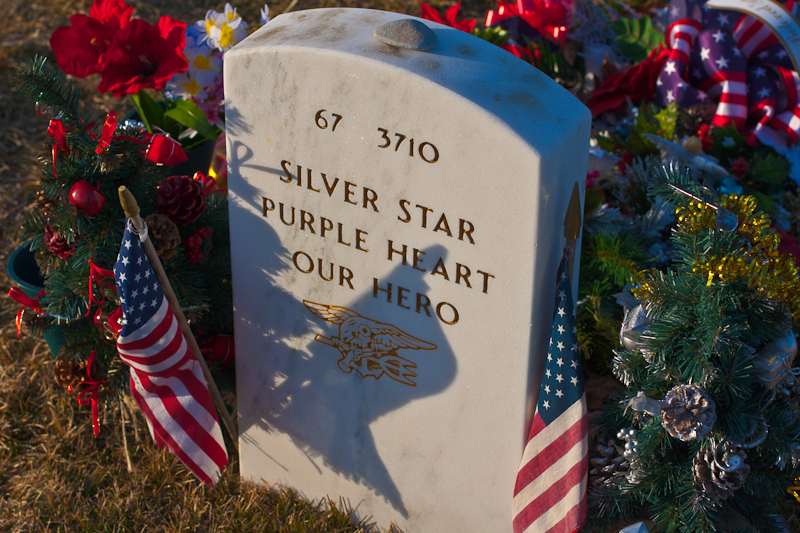
Tombe de Murphy à Calverton, Long Island